# Alain Bernard (cyclisme)
Pour les articles homonymes, voir Alain Bernard et Bernard.
Alain Bernard, né le 17 octobre 1947 à Arveyres et mort le 1er juin 2020 à Marmande, est un coureur cycliste français.

## Biographie
Professionnel de 1974 à 1979, Alain Bernard a notamment remporté une étape du Tour de l'Avenir. Après sa carrière cycliste, il est devenu successivement secrétaire, trésorier, puis vice-président du Club cycliste Marmande 47,. Ses beau-frères Bernard Tomiet et Michel Fédrigo ont également été coureurs cyclistes, tout comme son neveu Pierrick Fédrigo, qui a évolué au niveau professionnel.
Malade, il meurt le 1 juin 2020 en route vers l'hôpital de Marmande,.

## Palmarès
- 1968
  - Champion d'Aquitaine des sociétés
- 1969
  - 1re étape du Tour des Landes
  - 2e du Tour des Landes
- 1970
  - Champion d'Aquitaine sur route
  - Champion d'Aquitaine des sociétés
  - Grand Prix des Foires d'Orval
- 1971
  - Tour du Sud-Ouest
  - 1re étape du Tour du Maroc
  - Trophée Peugeot
  - 2e de Bordeaux-Saintes
  - 3e du championnat de France des sociétés
- 1972
  - Champion d'Aquitaine des sociétés
  - 1re étape du Tour du Béarn
  - 2e du Prix Albert-Gagnet
  - 2e du Trophée Peugeot
  - 3e du Critérium de La Machine
- 1973
  - Champion d'Aquitaine sur route
  - Champion d'Aquitaine des sociétés
  - 4e étape du Tour de l'Empordà
- 1974
  - 2e étape du Trophée Peugeot de l'Avenir